# (143649) 2003 QQ47
2003 كيو كيو 47 (ويعرف أيضًا باسم (143649) 2003 كيو كيو 47 وفق تسمية الكوكب الصغير) (بالإنجليزية: 2003 QQ47)‏ هو كويكب ضمن حزام الكويكبات؛ وترتيبه 143649 من حيث الاكتشاف.
اكتُشف هذا الجُرم الفلكي بواسطة بحث لنكولن عن الكويكبات القريبة من الأرض في 24 أغسطس 2003.

## وصلات خارجية
- (143649) 2003 QQ47 في قاعدة بيانات مختبر الدفع النفاث لأجرام النظام الشمسي الصغيرة

- الاكتشاف · مخطط المدار ·  العناصر المدارية · المعلمات المادية

- (143649) 2003 QQ47 على موقع ويكي سكاي: DSS2, SDSS, GALEX, IRAS, Hydrogen α, X-Ray, Astrophoto, Sky Map, Articles and images